# Kabelbaan van Hoei
De kabelbaan van Hoei (Frans: Téléphérique de Huy) is een kabelbaan in Hoei die de linkeroever van de Maas verbindt met het fort van Hoei op de rechteroever. De kabelbaan werd geopend op 13 september 1957 en gebouwd door het Italiaanse bedrijf Ceretti Tanfani uit Leinì.
De financiering van de kabelbaan gebeurde door de Belgische staat. In de aanloop naar de wereldtentoonstelling Expo 58 verzocht de staat de steden projecten in te dienen voor de toeristische ontsluiting van Belgische steden en streken die de bezoekers van de wereldtentoonstelling zouden aanmoedigen hun bezoek aan België te verlengen met bijkomende dagen op andere locaties. Hoei en Dinant dienden beide een project in met een kabelbaan, op dat moment ongezien in België. Beide voorstellen werden geselecteerd en ook Dinant kreeg een kabelbaan.
Juridische perikelen bedreigden vanaf het begin het voortbestaan van de kabelbaan. Bewoners uit de omgeving tekenden bezwaar aan omdat de cabines over hun eigendom passeerden. Hoewel het vonnis op 14 december 1959 in hun voordeel werd beslecht, bleef de kabelbaan bestaan.
Het benedenstation bevindt zich in de wijk Batta. Na een rit van circa 5 minuten over een lengte van 1500 meter, eerst over de Maas en vervolgens over de citadel, eindigt de kabelbaan in het bovenstation aan de Plaine de la Sarte, in de onmiddellijke omgeving van het attractiepark Mont Mosan en de Onze-Lieve-Vrouw de la Sartekerk. Ter hoogte van pijler 2 bevindt zich een tussenliggend station dat enkel bediend wordt door de cabine die onderweg is naar het benedenstation.
Na bijna 50 jaar dienst, dienden de door roest aangetaste pijlers gerenoveerd te worden teneinde de veiligheid te kunnen waarborgen. Daarom werd de kabelbaan in 2003 tijdelijk gesloten en de nodige werken werden uitgevoerd tussen april en juli 2006. De cabines kregen voor de 50e verjaardag een aangepaste kleurstelling  van de hand van Pierre Kroll met elementen uit de stripwereld.

## Helikopterongeluk
In de vooravond van vrijdag 6 april 2012 kwamen een piloot en passagier van een helikopter om het leven toen hun op lage hoogte vliegend toestel verstrikt geraakte in een kabel en te pletter sloeg in een park in het centrum van Hoei. Door de zware beschadiging aan de infrastructuur, ging de kabelbaan uit dienst.
Op 15 december 2016 bevestigde de Waalse Regering haar steun aan de heropbouw van de infrastructuur.
De totale kostprijs van het project, inclusief moderniseringswerken, werd berekend op 6,2 miljoen euro. Dit zou voor 800.000 euro meegefinancierd worden vanuit het Europees Fonds voor Regionale Ontwikkeling, 1,6 miljoen euro werd betaald door de verzekeringsmaatschappij van de helikopter en de Waalse Regering zegde twee subsidies toe van 791.000 en 1.490.000 euro. Oorspronkelijk lag het budget aanzienlijk hoger maar er werd bespaard door de bestaande pijlers en stations te hergebruiken.
Begin 2017 startte het gemeentebestuur een marktbevraging voor het ontwerp, de bouw en het beheer van de kabelbaan. De kabels, cabines en de aandrijving worden volledig vernieuwd. Ook de stations worden gerenoveerd en tegelijk uitgerust met liften teneinde de kabelbaan toegankelijk te maken voor minder mobiele reizigers. De vervoercapaciteit zal stijgen van 100 naar 150 reizigers per uur.
De start van de werken is voorzien in 2018 met het oog op heropening in 2020.